# Smiley (rappeur)
Pour les articles homonymes, voir Smiley (homonymie).
Alexander Eli Morand, plus connu sous le nom de Smiley (anciennement Smiley_61st), né en 1997, est un rappeur canadien. Il signe en 2021 avec le label OVO Sound de Drake, originaire de sa ville natale, un label de Warner Records. La même année, il sort le single Over the Top (avec Drake), qui atteint la 13e place du Canadian Hot 100 et la 57e place du Billboard Hot 100.

## Carrière
Smiley commence à rapper en 2014 avec le groupe de rap Garden Gang après avoir vu ses amis faire des freestyles. En 2015, il sort son titre 9 on Me qui attire l'attention du producteur de disques Boi-1da. Son titre Garden Girl l'aide également à gagner du terrain. Il entre pour la première fois en contact avec Drake en 2017.
En 2018, il publie son premier projet Bye or Bye . Toujours en 2018, Drake cite des paroles de Smiley lors de sa première déclaration publique à la suite de la sortie du diss track The Story of Adidon du rappeur américain Pusha T.
En juillet 2021, il sort Over the Top, collaboration avec Drake produite par le producteur de disques américain Tay Keith . En novembre 2021, il sort son album Buy or Bye 2, la suite de son projet de 2018 avec des apparitions de Yung Bleu, Duvy, Drake, Pressa et OhGeesy .

### En France
En avril 2023, à la suite de la sortie de son clip Nicky Nine Door, Smiley attire l'attention des utilisateurs francophones sur les réseaux sociaux en raison de sa ressemblance physique marquée avec le rappeur français Naza.

## Style
Jordan Darville, qui écrit pour The Fader, décrit le style de Smiley de la manière suivante : « Des bars de la rue, rappés avec une cadence légère mais qui remplit la pièce de sa présence, comme un nuage de bonne weed ».

## Affaires judiciaires
En 2015, Smiley est incarcéré pour une affaire liée aux armes à feu.